# Парадокс импликации
Парадоксы импликации — это парадоксы, возникающие в связи с содержанием условных утверждений классической логики. Главная функция этих утверждений — обоснование одних утверждений ссылкой на другие.

## Смысл импликации
В классической логике условное утверждение имеет форму «Если {\displaystyle A}, то {\displaystyle B}». Оно ложно только в том случае, если {\displaystyle A} истинно, а {\displaystyle B} ложно, и истинно во всех остальных случаях. Содержание утверждений {\displaystyle A} и {\displaystyle B} при этом во внимание не принимается. Если даже они никак не связаны друг с другом по смыслу, составленное из них условное утверждение может быть истинным.
Так истолкованное условное утверждение носит название «материальной импликации». Оно характеризуется следующими парадоксами:
Если {\displaystyle B} истинно, то истинность всего условного утверждения уже не зависит от истинности {\displaystyle A}. То есть истинное утверждение может быть обосновано с помощью любого утверждения. Пример: утверждение «если дважды два равно пяти, то снег белый» является истинным.
Если {\displaystyle A} ложно, то истинность всего условного утверждения уже не зависит от истинности {\displaystyle B}. То есть с помощью ложного утверждения можно обосновать всё что угодно. Пример: утверждение «если дважды два равно пяти, то снег красный» является истинным.
Если {\displaystyle A} является противоречивым (тождественно ложным) утверждением, то истинность всего условного утверждения уже не зависит от истинности {\displaystyle B}. То есть из противоречивого утверждения можно вывести всё что угодно. Пример: утверждение «если дважды два равно четырём и дважды два не равно четырём, то Луна сделана из зелёного сыра» является истинным.
Если {\displaystyle B} является тавтологией (то есть утверждением, истинным при любом содержании; такие утверждения выражают логические законы), то истинность всего условного утверждения уже не зависит от истинности {\displaystyle A}. То есть логические законы следуют из любых утверждений. Пример: утверждение «Если снег белый, то дважды два равно четырём или дважды два не равно четырём» является истинным.
Эти парадоксы материальной импликации являются прямым следствием двух основных постулатов классической логики:
1. Всякое утверждение либо истинно, либо ложно, а третьего не дано;
2. Истинностное значение сложного утверждения зависит только от истинностных значений входящих в него простых утверждений, а также от характера связи между ними, и не зависит от их содержания.

В рамках этих двух допущений адекватное построение условных утверждений невозможно.
Ясно, что материальная импликация не выполняет свою функцию обоснования. Подобное положение дел, отстаиваемое классической логикой, получило название «парадоксов материальной импликации».
С целью решения этих парадоксов в 1912 году американский логик К. И. Льюис (Clarens Irving Lewis) предложил заменить материальную импликацию так называемой «строгой импликацией», которая как-то отражает связь простых утверждений, составляющих условное утверждение, по смыслу. Правда, потом оказалось, что строгая импликация сама не свободна от парадоксов. Поэтому в 1950-е годы немецкий логик В. Аккерман и американские логики А. Андресон и Н. Белнап предложили другой вариант условной связи — «релевантную импликацию», — которая разрешает не только парадоксы материальной импликации, но и парадоксы строгой импликации. Этой импликацией можно связывать только те утверждения, которые имеют общее содержание.

## Импликация на примере дедукции
Что собой представляет эта импликация, можно посмотреть на примере дедукции — метода умозаключений, в котором применяются условные утверждения. Классическим примером дедукции является следующая:
Все люди смертны.

Все греки люди.

Следовательно, все греки смертны.
Условная связь этих утверждений станет очевидна, если мы представим их в следующем виде:
Если все люди смертны

И если все греки — люди,

То все греки смертны.
В классической логике это умозаключение имеет следующую форму: если первое, то второе; имеет место первое — значит, есть и второе. Такая форма дедукции является правильной. Неправильной дедукцией будет такая форма: если первое, то второе; имеет место второе — значит, есть и первое. Если вложить в эту форму прежнее содержание, то получится следующее:
Все люди смертны.

Все греки смертны.

Следовательно, все люди — греки.
Ясно, что это умозаключение является неправильным. Классическая логика утверждает, что неправильное оно потому, что имеет неправильную форму. На самом деле это не совсем так, поскольку данная форма не существовала изначально, а была получена на основе анализа содержания множества подобных умозаключений. В результате этого анализа была произведена классификация этого содержания, которая потом и была обобщена в логической форме данных умозаключений. В частности, классификация, на которой основана рассмотренная дедукция, имеет следующий вид:
Люди → европейцы → греки → жители Афин → …
В качестве классификационного признака берётся смертность объектов. Первая посылка приписывает этот признак наиболее общему классу данной классификации, то есть классу людей. Само собой, что следующие, более частные классы данной классификации также будут обладать этим признаком. Поэтому когда вторая посылка устанавливает принадлежность греков к данной классификации, то тем самым она наделяет их и признаком смертности. Заключительный вывод только констатирует это, не внося в рассуждения ничего нового.
В свою очередь, в неправильной форме данной дедукции вторая посылка ставит более частный класс на один уровень с исходным классом, из-за чего и происходит обобщение частного признака на этот (исходный) класс.
Аналогичное содержание ложится в основу и релевантной импликации. Классификационное (дедукционное) содержание является частным случаем этого содержания.